# FC Lutterzele
FC Lutterzele was een Belgische voetbalclub uit Lutterzele bij Dendermonde. De club sloot in oktober 1978 aan bij de KBVB met stamnummer 3335.
In 1999 fuseerde FC Lutterzele met Racing Boonwijk en vormde VV Boonwijk-Lutterzele onder het stamnummer van Boonwijk.

## Geschiedenis
De club sloot in 1978 aan bij de KBVB.
In 1983 promoveerde de club, na vijf seizoenen in Vierde Provinciale, naar Derde Provinciale.
In het eerste seizoen op het derde provinciale niveau werd een zesde plaats behaald, maar in 1985 degradeerde FC Lutterzele naar Vierde Provinciale.
In 1990, na opnieuw vijf seizoenen in Vierde Provinciale, werd de club kampioen en mocht terug naar Derde Provinciale.
Een jaar later was een tweede plaats in deze afdeling voldoende voor promotie naar Tweede Provinciale.
Daar zou FC Lutterzele blijven tot 1995. 
Na twee seizoenen in Derde Provinciale werd men in 1997 kampioen en mocht terug naar Tweede Provinciale.
Daar zou de club nog twee seizoenen spelen voor de fusie met buur Racing Boonwijk.
Het eigen stamnummer werd ingediend en men ging als VV Boonwijk-Lutterzele verder onder het stamnummer van Racing Boonwijk.